# 랑가라-49번 애비뉴역

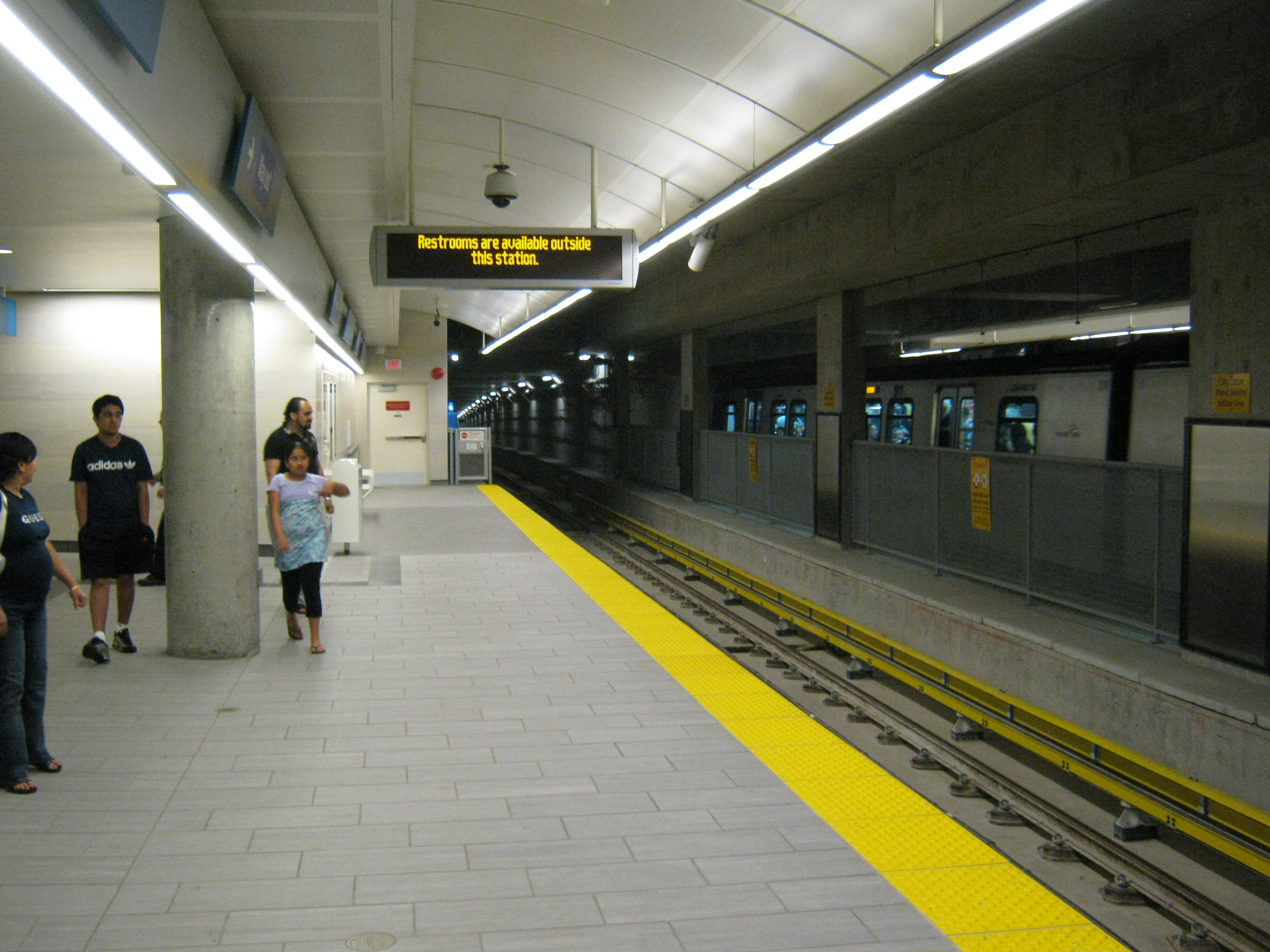
랑가라-49번 애비뉴역 승강장

랑가라-49번 애비뉴(영어: Langara–49th Avenue)역은 메트로 밴쿠버 스카이트레인 캐나다선의 역이다. 캐나다 브리티시컬럼비아주 밴쿠버에 있는 서49번로(West 49th Avenue)와 캠비가(Cambie Street)의 교차로에 위치해 있다. 이 역은 역을 둘러싸고 있는 랑가라(Langara) 공동체가 있고 오크리지 지역의 남부내에 있다. 랑가라 칼리지와 랑가라 골프 코스에서 도보 거리에 있다.

## 역사
랑가라–49번 애비뉴역은 캐나다선의 나머지 부분과 함께 2009년에 개통되었으며 건축 회사 VIA Architecture에서 설계하였다. 이 역의 이름은 49번로(49th Avenue)와 랑가라 공동체의 이름을 땄으며, 랑가라 공동체는 스페인 제독 후안 데 랑가라(Juan de Lángara)의 이름에서 유래되었다.

## 운행 정보
이 역에서 하차하는 승객들은 캠비가에서 운행하는 15번 버스, 동쪽 메트로타운역,서쪽 브리티시컬럼비아 대학교 간을 운행하는 49번 버스로 갈아탈 수 있다.

## 역 정보

### 층별 구조
| S | 거리층                          | 출구                                                               |
| T | 상대식 승강장, 오른쪽 문이 열림 | 상대식 승강장, 오른쪽 문이 열림                                    |
| T | 1번 승강장 내행                 | ← ■ 캐나다선 워터프런트 방면 (오크리지-41번 애비뉴)                |
| T | 2번 승강장 외행                 | ■ 캐나다선 리치먼드-브리그하우스 / YVR-공항 방면 (마린 드라이브) → |
| T | 상대식 승강장, 오른쪽 문이 열림 |                                                                    |
| T | 대합실                          | 컴파스 자동발매기, 개집표기, 상점                                  |
| B | 지하통로                        | 선로 아래 두 승강장을 연결하는 보도                                |

### 출구
랑가라-49번로역의 출구는 캠비가(Cambie Street)와 49번로(49th Avenue)의 북동쪽 모퉁이에 1곳이 있다.

### 연결 교통
랑가라-49번로역에 운행되는 버스 노선은 아래와 같다.:
| Bay | 위치        | 노선                                                                          |
| --- | ----------- | ----------------------------------------------------------------------------- |
| 1   | 캠비가 북행 | 15 Olympic Village Station(올림픽 빌리지역) N15 Dowontown(다운타운 (심야버스) |
| 2   | 49번로 서행 | 49 UBC                                                                        |
| 3   | 49번로 동행 | 49 Metrotown Station(메트로타운역)                                            |
| 4   | 캠비가 남행 | 15 Cambie(캠비) N15 Cambie(캠비) (심야버스)                                   |